# Publications orientalistes de France
Les Publications orientalistes de France, abrégées par le sigle POF ou P.O.F., ont été créées initialement comme maison d'édition universitaire de l'Institut national des langues et civilisations orientales (INALCO, dit Langues'O). Fondées en 1971, elles ont publié plus de 300 titres et étaient centrées dans leur dernière décennie sur les études japonaises.

## Historique
En 1971, l’« École nationale des langues orientales » devient l’« Institut national des langues et civilisations orientales ». La même année, les POF sont fondées par René Sieffert et son épouse Simone Sieffert via l’Association Langues et Civilisations, dont elles sont l’organe exécutif. Sous le nom de « Publications orientalistes de France », elles sont basées à Cergy en région parisienne. Subventionnées par l’Institut, elles ont pris le relais des éditions « Librairie orientaliste Paul Geuthner » (qui avaient édité les publications de l’École depuis le début du XXe siècle jusqu’en 1971).
De 2004 à leur disparition en 2011, les POF sont basées à Aurillac en Auvergne, où les livres sont également imprimés. La diffusion en librairie est assurée par l’intermédiaire des Presses universitaires de France, et des Éditions Verdier pour les coéditions.

## Sources
- POF, "Qui sont les POF ?", www.pofjapon.com, consulté en novembre 2009